# موطنی (شرکت)
موطنی، (به انگلیسی: Moutiny) یک شرکت مخابرات است که خدمات تلفن همراه و اینترنت بی‌سیم را در عراق فراهم می‌کند.